# Парламентские выборы во Франции (1910)
Парламентские выборы во Франции 1910 года были 10 парламентскими выборами Третьей республики и проходили 24 апреля (первый тур) и 8 мая (второй тур). «Левые» получили подавляющее большинство: 441 из 590 мест.

## Результаты
| Партия                                     | Места |
| ------------------------------------------ | ----- |
| Радикал-социалисты                         | 149   |
| Консерваторы                               | 129   |
| Левые республиканцы                        | 113   |
| Французская секция Рабочего Интернационала | 75    |
| UR                                         | 72    |
| Независимые социалисты                     | 32    |
| Либералы                                   | 20    |
| Всего                                      | 590   |